# Завьялова, Ольга Викторовна
О́льга Ви́кторовна Завья́лова (урождённая Корнеева) (род. 24 августа 1972 в д. Бегуницы, Ленинградская область) — российская лыжница, двукратная чемпионка мира.

## Спортивная карьера
Высшими достижениями Ольги Завьяловой являются победы на чемпионатах мира 2003 и 2007 годов на дистанции 30 км и в дуатлоне соответственно. В её активе также 1 серебряная и 3 бронзовых награды, выигранные на этих же чемпионатах мира.
Ольга Завьялова участвовала в трёх Олимпийских играх (2002, 2006, 2010), лучший результат — 7 место в дуатлоне в 2006 году в Турине.
На этапах Кубка мира у Ольги Завьяловой одна победа в сезоне 2004/2005 и 14 подиумов.

## Общая информация
Замужем за Андреем Завьяловым. Две дочери — Анна и Александра и сын Иван Андреевич, родившийся 31 июля 2012 года.